# Marischal College

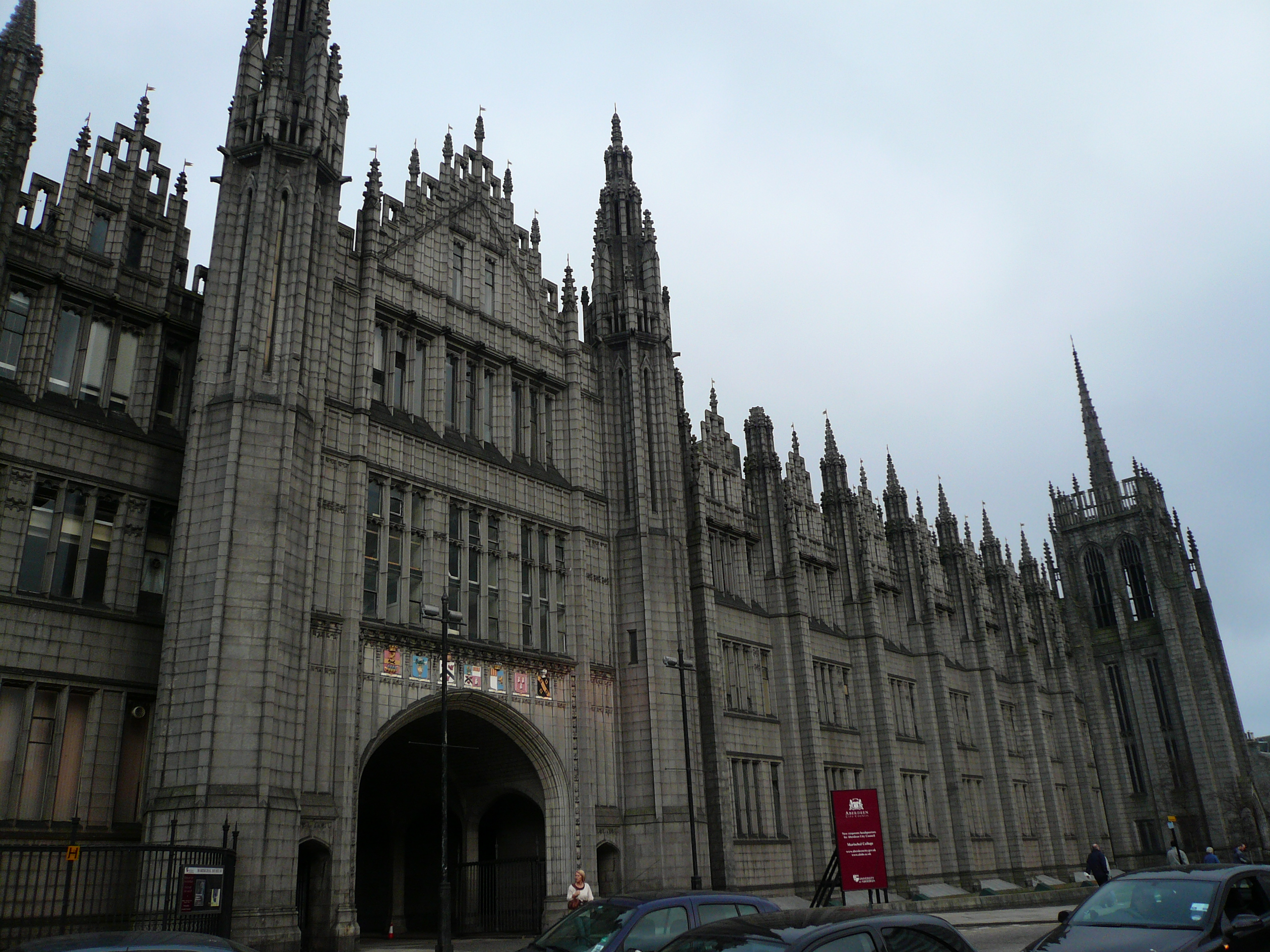
Pohled na Marischal College.

Marischal College je kolej patřící k univerzitě v Aberdeen ve Skotsku. Založena byla v roce 1593 Georgem Keithem, pátým earlem Marischal ze Skotska pod oficiálním názvem Marischal College and University of Aberdeen.

## Významní absolventi
- Robert Brown (1773 – 1858) – objevitel Brownova pohybu
- Sir Alexander Ogson – objevitel stafylokoka Staphylococcus aureus